# Лиманное (Костанайская область)
Лиманное (каз. Лиманный) — село в Костанайском районе Костанайской области Казахстана. Входит в состав Октябрьского сельского округа. Находится примерно в 16 км к востоку от центра города Костаная. Код КАТО — 395465200.

## Население
В 1999 году население села составляло 365 человек (182 мужчины и 183 женщины). По данным переписи 2009 года, в селе проживало 375 человек (190 мужчин и 185 женщин).